# 国鉄タム8800形貨車
国鉄タム8800形貨車（こくてつタム8800がたかしゃ）は、かつて日本国有鉄道（国鉄）に在籍した私有貨車（タンク車）である。

## 概要
1964年（昭和39年）12月28日にタム5300形より2両（タム5301 - タム5302→タム8800 - タム8801）、タム500形より2両（タム2852、タム2857→タム8802 - タム8803）が日本車輌製造にてアセトンシアンヒドリンに専用種別変更され形式名は新形式であるタム8800形とされた。
アセトンシアンヒドリンを専用種別とする形式には、本形式の他には例がなく唯一の存在であった。
所有者は、日本石油輸送でありその常備駅は秋田港駅であったがその後中島埠頭駅に変更された。
ドーム付き直円筒型のタンク体は、普通鋼（一般構造用圧延鋼材、SS41現在のSS400）製で、荷役方式はタンク上部のマンホールからの上入れ、液出管と空気管使用による上出し方式である。
車体色は黒色、寸法関係は種車の違いにより2種類あり、全長は7,900 mm、8,800 mm、全幅は2,530 mm、全高は3,804 mm、3,794 mm、軸距は3,900 mm、4,000 mm、実容積は16.1m3、自重は10.3 t - 11.1 t、換算両数は積車2.6、空車1.2、最高運転速度は75km/h、車軸は12t長軸であった。
1973年（昭和48年）12月13日に4両そろって廃車となり同時に形式消滅となった。